# The Great American Cross-Country Road Race
The Great American Cross-Country Road Race – komputerowe wyścigi, wydane w 1985 przez firmę Activision. Gra była dostępna na Apple II, ośmiobitowe Atari oraz Commodore 64.

## Rozgrywka
The Great American Cross-Country Road Race oferowała możliwość wzięcia udziału w nielegalnym wyścigu przez Stany Zjednoczone. Gracz mógł wybrać sobie jedną z czterech tras, podzielonych na poszczególne etapy, prowadzące do celu. Gra zawierała wiele innowacyjnych rozwiązań, takich jak: manualną skrzynię biegów, ruch uliczny, pościgi policyjne, zużywające się paliwo, roboty drogowe, zmieniające się pory dnia oraz warunki atmosferyczne (występowały śnieg, mgła i deszcz), a także różne nawierzchnie. Gracz musiał zwracać uwagę na to, by w odpowiednim czasie zatankować samochód (położenie pobliskiej stacji benzynowej było sygnalizowane napisem Gas on right bądź Gas on left) czy nie przegrzać silnika, jadąc na zbyt wysokich obrotach. W przeciwnym wypadku pojawiał się napis Push to pump, po którym gracz musiał dopchać samochód do najbliższej stacji benzynowej. Na ukończenie etapu gracz miał ograniczoną ilość czasu. W zależności od wybranego etapu zmieniały się takie czynniki, jak pogoda, warunki drogowe czy natężenie ruchu ulicznego (zależne również od pory dnia).
Gra oferowała grafikę pseudotrójwymiarową.

## Kontrolery
Jedynym kontrolerem gry był dżojstik. Wychylenie drążka do przodu zmieniało bieg na wyższy,
cofnięcie go do tyłu hamowało pojazd, a przycisk "fire" powodował dodanie gazu.